# Jeanne Hardeyn
Jeanne Hardeyn (de son vrai nom Jeanne Marguerite Thoyot), née le 2 mars 1915 à Levallois-Perret (Seine) et morte le 14 février 1981 à Issy-les-Moulineaux (Hauts-de-Seine), est une actrice française.
Fille de Léon Thoyot, avocat (bâtonnier) et militant socialiste à Amiens et de Renée Maurion de Larroche.
Deuxième prix de tragédie au Conservatoire de Paris, elle est repérée par Louis Jouvet et Jean Giraudoux qui lui offrent en 1939 le rôle de Bertha dans Ondine.

## Filmographie

### Cinéma
- 1945 : Cyrano de Bergerac de Fernand Rivers
- 1947 : Monsieur Vincent de Maurice Cloche
- 1951 : La Plus Belle Fille du monde de Christian Stengel
- 1952 : Un trésor de femme de Jean Stelli
- 1959 : Détournement de mineures de Walter Kapps
- 1961 : Leviathan de Léonard Keigel
- 1961 : Snobs ! de Jean-Pierre Mocky - La mère de Sarah
- 1964 : La Vieille Dame indigne de René Allio - Rose
- 1970 : Jupiter de Jean-Pierre Prévost
- 1972 : L'Œuf (de Félicien Marceau), film de Jean Herman
- 1973 : L'Événement le plus important depuis que l'homme a marché sur la Lune de Jacques Demy - Mme Chinon
- 1973 : Les Guichets du Louvre de Michel Mitrani
- 1973 : Le Grand Bazar de Claude Zidi - La mère de Phil (non créditée)
- 1974 : Aloïse de Liliane de Kermadec - Une infirmière
- 1975 : Pour le principe de Gérard Poitou - court métrage -
- 1976 : Une fille cousue de fil blanc de Michel Lang - Henriette
- 1977 : Comme la lune de Joël Séria : La mère Pouplard

### Télévision
- 1954 : Une enquête de l'inspecteur Grégoire : épisode Meurtre inutile de Roger Iglésis
- 1967 : série Le Tribunal de l'impossible - Épisode La Bête du Gévaudan d'Yves-André Hubert : une paysanne
- 1968 : Don Juan revient de guerre de Marcel Cravenne
- 1969 : Jacquou le Croquant, feuilleton télévisé de Stellio Lorenzi
- 1969 : En votre âme et conscience, épisode : L'Affaire Fieschi de  Claude Dagues
- 1971 : Le Prussien de Jean L'Hôte
- 1972 : Les Rois maudits, feuilleton télévisé de Claude Barma
- 1972 : François Gaillard ou la Vie des autres, feuilleton télévisé Jacques Ertaud :  Marie Gaillard
- 1974 : Jean Pinot, médecin d'aujourd'hui de Michel Fermaud
- 1974 : Madame Bovary, de Pierre Cardinal (téléfilm)
- 1976 : Nick Verlaine ou Comment voler la Tour Eiffel, de Claude Boissol, épisode : Nick Verlaine prend la route : la Hongroise
- 1977 : Minichronique, épisode Les Rêves d'enfants : la mère de Georges Bouchard

## Théâtre
- 1936 : Un homme comme les autres d'Armand Salacrou, Théâtre de l'Œuvre
- 1937 : Cap des tempêtes d'Henri Bernstein, Théâtre du Gymnase
- 1939 : Ondine de Jean Giraudoux, mise en scène Louis Jouvet, Théâtre de l'Athénée
- 1942 : L'Étoile de Séville de Lope de Vega, mise en scène Maurice Jacquemont, Comédie des Champs-Élysées
- 1947 : La Maison de Bernarda Alba de Federico García Lorca, mise en scène Maurice Jacquemont, Théâtre des Célestins
- 1949 : L'Aiglon d'Edmond Rostand, Théâtre des Célestins
- 1951 : Corruption au palais de justice d'Ugo Betti, mise en scène Yves Villette, Théâtre Lancry
- 1953 : Le Chemin de crête de Gabriel Marcel, mise en scène Paul Annet-Badel, Théâtre du Vieux-Colombier
- 1961 : Le Christ recrucifié de Níkos Kazantzákis, mise en scène Marcelle Tassencourt, Théâtre Montansier
- 1962 : Le Christ recrucifié, Odéon-Théâtre de France
- 1970 : La Puce à l'oreille de Georges Feydeau, mise en scène Jacques Charon, Théâtre des Célestins
- 1972 : Heureusement ce n'est pas tous les jours dimanche de Jean-Jacques Varoujean, mise en scène Gabriel Cinque, Théâtre du Tertre